# جائزة الشارقة للعمل التطوعي
جائزة الشارقة للعمل التطوعي الأولى من نوعها على مستوى دولة الإمارات العربية المتحدة والعالم العربي التي تدعم وتشجع الجهود التطوعية من كافة جوانبها دون تخصيص، والمتتبع لتاريخ الجائزة سيجد أن الجائزة تقدر كافة شرائح المجتمع ومؤسساته المختلفة طالما تساهم وتعزز العمل التطوعي.
أنشئت الجائزة بالمرسوم الأميري رقم 2 لسنة 2001 الصادر عن صاحب السمو الشيخ الدكتور سلطان بن محمد القاسمي عضو المجلس الأعلى للاتحاد حاكم إمارة الشارقة وراعي الجائزة لتعمل على:
1- توجيه الاهتمام إلى الشخصيات التي أسهمت بالعمل التطوعي بجهدها ووقتها ومالها أو عملها وإعطائها ما تستحق من اهتمام ورعاية وتقدير.
2- العمل على تكوين قيادات مستقبلية للعمل التطوعي من خلال التكريم والرعاية وتشجيع الفئات المساعدة والمؤازرة التي ترفد التطوع ومؤسساته بعطاءات دائمة ومستديمة.
3- إثارة الاهتمام لاستقطاب الأجيال الشابة إلى العمل التطوعي والحياة التطوعية والعطاء النفعي العام.
4- الحث على السلوك القويم ومكارم الأخلاق وهجر العادات والأخلاق المذمومة واجتنابها.

## التوجه الاستراتيجي

### الرؤية
نحو الارتقاء بالعمل التطوعي

### الرسالة
العمل على إذكاء روح المنافسة في العمل التطوعي وفق معايير تستجيب لاحتياجات المجتمع بمبادرات مؤثرة ومستدامة

### القيم
العطاء: المبادرة بخدمة المجتمع ببذل الوقت والجهد والمال برغبه خالصة بلا شروط ولا مقابل
الاستدامة: استمرار مد يد العون لخدمة المجتمع لضمان دوام نموه وتقدمه
التأثير: ترك بصمة وأثر إيجابي على المجتمع وأفراده.

## أهداف الجائزة
- تحفيز التنافس في العمل التطوعي
- دعم وتشجيع الأعمال التطوعية الفردية والمؤسسي
- نشر وتعزيز مفهوم المسؤولية المجتمعية

## الشروط العامة للمشاركة في الجائزة
1.أن يكون نطاق العمل التطوعي في دولة الإمارات العربية المتحدة.
2. أن يكون المشارك مقيماً في دولة الإمارات العربية المتحدة.
3. أن تكون للمشارك  شخصية اعتبارية وله أوراق رسمية سارية المفعول.
4. أن يكون العمل التطوعي مرخصاً من الجهات المختصة في الدولة.
5. أن يحقق العمل التطوعي أحد مجالات التطوع.
6. أن تكون الشهادات والوثائق مصدقة ومختومة من الجهات الصادرة عنها.
7. أن تكون المشاركة في العمل التطوعي طواعية وبلا مقابل ويكون لها أثراً على المجتمع.

## الاحكام العامة للمشاركة
1.لا يجوز للفائز أن يشارك بذات الأعمال التي فاز بها مسبقا.
2. يكون للجائزة حق الاستفادة من الصور والمستندات المشارك بها.
3. الالتزام بموعد المشاركة حسب الإعلانات ولن تقبل المشاركات بعد انتهاء المدة المقررة.
4. لا تقبل الوثائق والأوراق غير الواضحة أو غير المعتمدة أو غير معروفة المصدر.
5. إلغاء المشاركة في حال عدم حضور المقابلة الشخصية.

## مجالات المشاركة
يمكن المشاركة في جائزة الشارقة للعمل التطوعي في  مجالات التطوع التالية:
1. مجال صناعة الفرص التطوعية (المتطوع الصانع)
2. مجال المبادرة بأعمال تطوعية (المتطوع المبادر)
3. مجال دعم العمل التطوعي (المتطوع الداعم)
4. مجال المشاركات التطوعية (المتطوع المشارك)

## فئات المشاركة
1.فئة الجهات الحكومية
2. فئة المؤسسات الأهلية
3. فئة مؤسسات القطاع الخاص
4. فئة المجموعات التطوعية
5. فئة الشخصيات والأفراد
6. فئة الأسرة
7. فئة الطالب الجامعي

## فئات التكريم الخاصة
هي فئات لها تأثير ودور رائد في العمل التطوعي، ويتم اختيارها من قبل مجلس أمناء الجائزة للتكريم في الحفل السنوي للجائزة وفق المعايير والضوابط التي يضعها ويقرها المجلس مثال على ذلك تكريم الشخصيات المخضرمة  في العمل التطوعي وتكريم أصحاب الأعمال التطوعية الخاصة والعاملين على خدمة المجتمع والاخرين وفق مهامهم ونجوم التطوع.

## مجلس أمناء الجائزة
يتألف مجلس أمناء الجائزة من :
- الأستاذ/ أحمد إبراهيم الميل رئيس مجلس أمناء جائزة الشارقة للعمل التطوعي
- الدكتور / مصبح سعيد بالعجيد الكتبي نائب رئيس وعضو مجلس أمناء جائزة الشارقة للعمل التطوعي
- الدكتور/ جاسم محمد الحمادي الأمين العام لجائزة الشارقة للعمل التطوعي
- الاستاذة/ فاطمة موسى البلوشي عضو مجلس الأمناء والمدير التنفيذي لجائزة الشارقة للعمل التطوعي
- المستشار / حميد علي حميد سيف العبار الشامسي عضو مجلس أمناء جائزة الشارقة للعمل التطوعي
- الأستاذ / سلطان محمد عبد الله الخيال
- الأستاذ / عيسى هلال الحزامي
- الأستاذة / إيمان راشد سيف